# بانیکوف
بانیکوف (به لاتین: Baníkov) یک کوه در اسلواکی است که در Liptovský Mikuláš District واقع شده‌است. بانیکوف ۲٬۱۷۸ متر بالاتر از سطح دریا واقع شده‌است.